# Verre de quartz
 (octobre 2014).
Si vous disposez d'ouvrages ou d'articles de référence ou si vous connaissez des sites web de qualité traitant du thème abordé ici, merci de compléter l'article en donnant les références utiles à sa vérifiabilité et en les liant à la section « Notes et références ».
Le verre de quartz (parfois nommé verre quartz ou quartz verre) est un verre obtenu par fusion de quartz ou de sable à très haute teneur en silice, sans addition de fondant. Afin d'obtenir une grande pureté, il peut également être produit à partir de quartz ou de silice synthétiques, on le qualifie alors de verre de silice (ou encore silice vitreuse). Le verre de quartz est une forme amorphe de la silice (dioxyde de silicium, SiO2). Le quartz est une forme cristalline. Le terme « quartz » est parfois abusivement employé pour désigner un matériau qui est en fait un « verre de quartz » : tubes à quartz pour les lampes, verrerie scientifique en quartz, etc. La fabrication du verre de quartz utilise plusieurs méthodes diverses. Il est à noter que les verres créés en employant la méthode classique dite du 'melt-quench' (consistant à chauffer le matériau jusqu'à sa liquéfaction puis le refroidir rapidement jusqu'à une phase de verre solidifée) sont souvent nommés 'vitreux' comme dans 'silice vitreuse'. Le terme vitreux est synonyme de verre quand il est évoqué dans le contexte du melt-quenching.

## Production
Le verre de quartz est produit en faisant fondre des cristaux de quartz de grande pureté à des températures avoisinant les 2 000 °C, grâce à des fourneaux chauffés électriquement ou par un mélange combustible de gaz et d’oxygène.
Du verre de quartz peut aussi se former naturellement sous la forme d'une roche métamorphique appelé quartzite. Une augmentation de pression et de température provoque la fusion des cristaux de quartz ensemble. Une importante distinction à faire est que le quartz présent dans le quartzite n'est pas sous forme amorphe.

## Propriétés
Le verre de quartz est normalement transparent et sa pureté lui confère des propriétés physiques supérieures à celles d'autres verres. Les verres de quartz et de silice offrent une grande résistance aux hautes températures et aux chocs thermiques. Ils ont une grande homogénéité et permettent une excellente transmission de la lumière visible, mais aussi des rayonnements ultraviolets et infrarouges proches. Ils sont diélectriques et très résistants aux attaques chimiques et aux rayonnements ionisants.
Son coefficient de dilatation très faible en fait un verre très résistant (pf 1 710 °C) qui est, essentiellement, utilisé dans les industries chimiques, la fabrication des lampes (ex. sur les autoroutes)[évasif], ainsi que dans le domaine de l'aérospatiale.
De plus, son coefficient d'absorption dans l'UV est très réduit contrairement au verre, ce qui par exemple permet de faire des irradiations UV d'échantillons maintenus à 77 K dans un dewar de quartz empli d'azote liquide.
Sa température de transition vitreuse est de 1 200 °C (500−600 °C pour les verres commerciaux usuels, tels que les vitres, les bouteilles), c'est un verre particulièrement long : sa viscosité chute lentement avec la température en comparaison de tous les verres connus.

## Utilisation
La combinaison de ces propriétés rend les verres de quartz et de silice très utiles dans de nombreux domaines comme l'industrie chimique, la verrerie de laboratoire, la production de lampes halogènes et UV (tubes de quartz), les isolateurs électriques, l'industrie des semi-conducteurs (masques de photolithographie), certains verres à vin (car fins et solides), les systèmes optiques (prismes, miroirs, lentilles, instruments) et les fibres optiques ou encore l'aérospatiale. On les retrouve, par exemple, dans les rétroréflecteurs lunaires ou ceux de satellites géodésiques comme LAGEOS.